# Jardín botánico de Villa Clara
El Jardín Botánico de Villa Clara es un jardín botánico de 10 hectáreas que se encuentra en Santa Clara, Cuba.
Es uno de los jardines botánicos que forman parte de la red del Ministerio de Ciencia, Tecnología y Medio Ambiente encaminado a brindar información sobre los ecosistemas regionales de Cuba.
Presenta trabajos para la Agenda Internacional para la Conservación en los Jardines Botánicos.

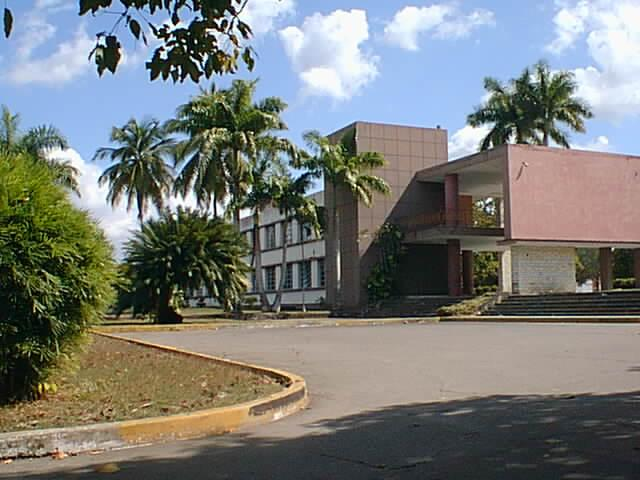
Edificio administrativo de la "Universidad Marta Abreu de Las Villas".

## Localización
Se encuentra en la parte central de la Isla de Cuba en el municipio de Santa Clara.
Jardín Botánico de Villa Clara, Universidad Central de Las Villas Carretera a Camajuani km 5½ 54830 Santa Clara, Provincia de Villa Clara Cuba.
Planos y vistas satelitales.22°24′48.9600″N 079°57′56.1600″O / 22.413600000, -79.965600000

## Historia
La idea de este centro científico germinó en 1978, mediante iniciativa de la doctora Ángela T. Leiva Sánchez entonces directora del Jardín botánico Nacional de Cuba en La Habana, la que fue recibida y desarrollada, con el beneplácito y apoyo de la dirección del Gobierno provincial.
En el emplazamiento elegido había ya plantaciones de algunas especies vegetales ya desde 1956.
La incansable labor de Ángela Leiva la llevó a integrar importantes organizaciones, entre ellas, la Academia de Ciencias de Cuba; la Asociación Latinoamericana y del Caribe de Jardines Botánicos; la International Association of Botanic Gardens, y en el momento de su deceso desempeñaba la labor de coordinadora de la Red Cubana de Jardines Botánicos.
Esta dependencia posee reconocimientos nacionales y foráneos, entre ellas el Premio Nacional de la Academia de Ciencias de Cuba, el de Restauración Ecológica, el Relevancia Medioambiental, y otros conferidos por el Ministerio de Ciencia, Tecnología y Medio Ambiente (CITMA).

## Colecciones
El Jardín Botánico de Villa Clara forma parte de los 13 existentes de su tipo en Cuba posee más de 800 especies entre árboles frutales, maderables, textiles, plantas medicinales y melíferas, así como plantas ornamentales para jardinería que rompe con esquemas tradicionales.
- Con énfasis en parte de la flora cubana alberga unas 200 especies vegetales endémicas y nativas de Cuba con especies como Erythrina elenae.
- Entre sus variedades existen componentes exóticos definidos como plantas no oriundas del país o de la región en que se encuentran.
- Bosque de galería como elemento indispensable para preservar la biodiversidad del medio ambiente.
- Herbario

## Equipamientos
Aún en construcción y proyectos de pronta ejecución se encuentran:
- Centro de visitantes con su mirador, para otear todo el horizonte; la dirección
- Centro científico, con biblioteca, herbario y locales para la investigación
- Residencia científica
- Instalaciones socio administrativas necesarias.